# Амброаз Волар
Амброаз Волар (фр. Ambroise Vollard, 3. јул 1866, Сен Дени (острво Реинион) – 22. јул 1939, Версај) био је француски трговац уметнинама, галериста и писац.
Он је открио уметничку величину Пола Сезана, Пола Гогена, Винсента ван Гога, Анрија Матиса, Пабла Пикаса · . Волео је авангарду и модерну уметност, и био пријатељ великих уметника са краја 19. и почетка 20. века. Такође је имао пасију за књижевност своје епохе о којој је писао.
У периоду од 1938. до јула 1939, за Волара је као секретар радио југословенски студент Ерих Шломовић.

### Портрети
- Портрет Амброаза Волара, слика Пола Сезана из 1899.
- Портрет Амброаза Волара, слика Огиста Реноара из 1908.

Пикасо је за свој портрет Волара рекао: „Најлепша жена која је икад живела нема више портрета, насликаних, нацртаних, или гравираних, од Волара - Сезан, Реноар, Руо, Бонар... Али мој кубистички портрет њега је најбољи”